# Arduico di Stade
Arduico, in tedesco Hartwig, (1118 – 18 ottobre 1168) fu conte di Stade e arcivescovo di Brema.

## Biografia
Era figlio di Rodolfo I, margravio della marca del Nord, e di Riccarda, figlia di Ermanno di Spanheim, burgravio di Magdeburgo. 
Arduico divenne l'ultimo conte di Stade appartenente alla dinastia degli Udonidi nel 1144 quando morì suo fratello Rodolfo II. Succedette ad Adalbero come arcivescovo di Brema nell'agosto 1148. È considerato l'arcivescovo di Brema più politicamente significativo del XII secolo. 
Arduico fu il primo canonico della cattedrale di Magdeburgo. Nel 1143 divenne prevosto della cattedrale di Brema e fu, dal 1148 fino alla sua morte, arcivescovo della diocesi. 
Arduico contrattò per far sposare sua sorella Liutgarda di Salzwedel con il re Eric III di Danimarca nel 1143 o 1144. Con la morte del fratello maggiore, il già citato conte Rodolfo II di Stade e Freckleben nel 1144, che era senza eredi, Liutgarda e i suoi figli divennero gli eredi presunti della contea di Stade, poiché anche suo fratello minore, ereditario, Arduico, era senza figli. Tuttavia nel 1148, Arduico stipulò con il capitolo della cattedrale un accordo secondo il quale sarebbe stato eletto arcivescovo di Brema in cambio della cessione della contea all'arcidiocesi alla sua morte, eliminando così i figli di Liutgarda dalla successione. 
Partecipò alla seconda dieta di Roncaglia nel 1158 in cui l'imperatore Federico Barbarossa tentò di definire i suoi diritti di sovrano feudale, ma Arduico tornò a casa prima della conseguente campagna italiana da parte dell'Imperatore. 
Dopo la morte di Rodolfo II nel 1144, Arduico trasferì la sua eredità all'arcivescovado di Brema per vedersela restituire (un meccanismo simile al sistema del feudo oblato), presumibilmente per ottenere un potente protettore contro l'aggressione di Enrico il Leone. La mossa fu inefficace, poiché Enrico prese possesso delle terre e catturò sia Arduico che l'arcivescovo Adelbero, rilasciandoli solo dopo aver accettato di riconoscere la sua richiesta. Nel 1890, la strada Hartwigstraße di Brema-Schwachhausen prese il suo nome.

## Successione apostolica
La successione apostolica è:
- Vescovo Vicelino di Oldenburg (1149)
- Vescovo Emmehard di Schwerin (1149)
- Vescovo Konrad I von Riddagshausen (1164)